# 1490 Limpopo
För andra betydelser, se Limpopo (olika betydelser).
1490 Limpopo eller 1936 LB är en asteroid i huvudbältet som upptäcktes 14 juni 1936 av den sydafrikanske astronomen Cyril V. Jackson i Johannesburg. Den har fått sitt namn efter Limpopo floden i södra Afrika.
Asteroiden har en diameter på ungefär 14 kilometer.